# بستانو (غتشين)
بستانو (بالفارسية: بستانو) هي قرية تقع في إيران في هرمزغان. يقدر عدد سكانها بـ 1,753 نسمة .